# Rivière Nouvelle (Petite rivière Cascapédia)
Pour les articles homonymes, voir Nouvelle (homonymie).
La rivière Nouvelle coule en zone forestière entièrement dans le canton de Robidoux, dans le territoire non organisé de Rivière-Bonaventure, dans la municipalité régionale de comté (MRC) de Bonaventure, dans la région administrative de la Gaspésie-Îles-de-la-Madeleine, au Québec, au Canada.
La "rivière Nouvelle" est un affluent de la rive Est de la Petite rivière Cascapédia laquelle coule vers le Sud pour se déverser sur la rive Nord de la Baie-des-Chaleurs. Cette dernière s'ouvre vers l'Est sur le golfe du Saint-Laurent.
La "rivière Nouvelle" est accessible par la route 132 jusqu'à la ville de New Richmond située sur la rive Nord de la Baie-des-Chaleurs. De là, les voyageurs se dirigent vers le nord, en remontant le "chemin de Saint-Edgar", longeant le côté Est de la Petite rivière Cascapédia. À 3,9 km au Nord du village de Saint-Edgar, les voyageurs empruntent la route forestière de la rive Nord de la rivière Nouvelle.

## Géographie
La "rivière Nouvelle" prend sa source dans le canton de Robidoux, dans le territoire non organisé de rivière-Bonaventure, situé au centre-Sud de la péninsule gaspésienne.
Cette source est située à :
- 5,3 km à l'Est du cours de la Petite rivière Cascapédia ;
- 5,4 km à l'Ouest du cours du cours d'eau "La Petite Ouest", un affluent de la rivière Bonaventure ;
- 7,1 km au Nord-Est de la confluence de la rivière Nouvelle ;
- 22,1 km au Nord-Est de la confluence de la Petite rivière Cascapédia.

La "rivière Nouvelle" coule entre la Petite rivière Cascapédia (située du côté Ouest) et la rivière Bonaventure (située du côté est). Ce cours coule sur 16,2 km répartis selon les segments suivants :
- 8,1 km vers le Sud-Est, puis vers le Sud ;
- 1,3 km vers le Sud-Ouest, jusqu'à un ruisseau (venant du Nord) ;
- 0,8 km vers le Sud, jusqu'à un ruisseau (venant du Nord-Ouest) ;
- 2,8 km vers le Sud, jusqu'à un ruisseau (venant du Nord-Ouest) ;
- 3,2 km vers le Sud-Ouest en coupant le chemin de Saint-Edgar, jusqu'à la confluence de la rivière[1].

La confluence de la "rivière Nouvelle" se déverse sur la rive Est de la Petite rivière Cascapédia. Cette confluence se positionne en aval de la confluence du "ruisseau de la Montagne du Pin Rouge" et à 2,5 km en aval d'une île située sur la Petite rivière Cascapédia. Cette confluence est située à :
- 1,0 km en amont de la limite du canton de New Richmond (ville de New Richmond) ;
- 4,5 km en amont du pont couvert du village de Saint-Edgar qui est situé au pied du Mont Saint-Edgar ;
- 31,0 km en amont de la confluence de la Petite rivière Cascapédia.

## Toponymie
Le toponyme "rivière Nouvelle" a été officialisé le 14 juin 1976 à la Commission de toponymie du Québec.